# Chambrey
Chambrey (in tedesco Kambrich) è un comune francese di 365 abitanti situato nel dipartimento della Mosella nella regione del Grand Est.

## Società

### Evoluzione demografica
Abitanti censiti